# María Teresa Sánchez
María Teresa Sánchez fue una poetisa, narradora, pintora, escultora y promotora cultural nicaragüense nacida el 15 de octubre de 1918 en León. Además, fue cofundadora del Círculo de Letras “Nuevos Horizontes” en los años 40; siendo elogiada por Carlos Fonseca, debido a su carácter 'abierto a todas las tendencias ideológicas' y Daisy Zamora debido a que “fue la primera mujer nicaragüense que, además de contar con su propia obra, se convirtió en promotora cultural propiamente dicho”.
Ha sido “la primera mujer de letras que ha tenido Nicaragua y su importancia ha sido grande como promotora de la cultura nicaragüense”, según Ernesto Cardenal, y “comparte la supremacía poética centroamericana con Claudia Lars y Clementina Suárez”  para el poeta Luis Alberto Cabrales.

## Carrera artística
María Teresa Sánchez tuvo proyecciones sostenidas y valiosas en poesía y narrativa; más una afición plástica —escultura, óleos y miniaturas— que dejó piezas perdurables como “La Virgen y el Cristo de la Gruta Xavier”. Esta faceta de su personalidad abarcó varias exposiciones, como la inaugurada el 6 de julio de 1962 en la Escuela Nacional de Bellas Artes —y que comprendió 40 óleos figurativos— y la de la Galería 452 en San José, Costa Rica, del 14 al 18 de noviembre de 1973.
Su obra poética inició con incertidumbre en Sombras (1941) y en Oasis (1943), se apropió de vertientes ajenas en Canción de los caminos (1949) y maduró hacia una interioridad en Canto amargo (1948) y Poemas de la tarde (1964); siendo su último poemario Poemas agradeciendo a Dios (1966).
Además, incursionó como cuentista con el libro El hombre feliz y otros cuentos (1957) en el cual, según Mariano Fiallos Gil se adentra “con feliz resultado por los vericuetos de psiquis de personajes”. Su margen regionalista permitió la existencia de dos cuentos representativos y antológicos más como “El ciudadano” y “Juan Turín”. Igualmente, se proyectó como ensayista y dariana al crear El poeta pregunta por Stella (1967), monografía sobre el legado de Rubén Darío.

## Premios otorgados
María Teresa Sánchez ha sido la única intelectual que obtuvo más premios nacionales “Rubén Darío” en su país natal, Nicaragua; en cuatro ocasiones (1945, 1948, 1957 y 1958) y en tres géneros: poesía, ensayo, cuento y en poesía de nuevo, pero esta vez a nivel centroamericano. 
En 1945, obtuvo el Premio Nacional "Orden de la Independencia Cultural Rubén Darío" en poesía por su obra El hombre feliz; ganando nuevamente el premio en 1984 por Canto Amargo.  Se le otorgó el mismo premio tras publicar la "Antología de la Poesía Nicaragüense" más importante de los años 50; aún utilizada en salones de clase y fue Premio Nacional de Ensayo Rubén Darío por su “Antología de la Poesía Nicaragüense” (1948). 

## Círculo "Nuevos Horizontes"
En su círculo, se produjeron verdaderos acontecimientos culturales como la conferencia sobre Huidobro de Joaquín Pasos  y la presentación del gran poeta español León Felipe junto al escritor uruguayo Félix Peirayo; además de la proyección popular de artistas en las tertulias literarias que organizaba. Además, "Nuevos Horizontes" se transformó en una tribuna progresista que daba la bienvenida a todas las corrientes y modas ideológicas; haciendo que María Teresa Sánchez se dedicara a la organización de charlas, concursos, exposiciones y conferencias; editaba libros, folletos y revistas; auspiciaba recitales de piano y acogía intelectuales nacionales e internacionales en pro de la práctica solidaria de la retroalimentación cultural.
Según Pablo Antonio Cuadra, "Nuevos Horizontes" se convirtió "casi en un Ministerio de Cultura privado y en una cancillería de relaciones poéticas”; ya que era conocida como una entidad respetable en Managua durante la década de los años cuarenta y cincuenta.

## Revista "Nuevos Horizontes"
Luego de la creación del círculo de compartir poético, se generó la revista "Nuevos Horizontes", pero, marcó un espacio singular al transformar los espacios de convivencia e documentación a merced de un lector. Su calidad resultó quizás desigual, según investigaciones de El Nuevo Diario pero ejercería una gran influencia durante los años cuarenta y buena parte de los cincuenta, perdurando hasta 1972. Tuvo cuatro etapas y, en más de sesenta números a lo largo de 30 años, acogió a todas las conocidas plumas nacionales y muchas extranjeras. En sus números se publicaron algunas de las conferencias promovidas por el círculo inicial; siendo un espacio de colaboraciones con textos literarios,  históricos, científicos, artísticos y sociales.

## Editorial "Nuevos Horizontes"
Fue pionera al crear la editorial clandestina "Nuevos Horizontes" con el mismo nombre de sus dos pasados proyectos en 1942 -donde se presentó el trabajo de significativos personajes ilustres del arte literario y poético nicaragüense- al iniciar labor con la obra narrativa Contra Sandino en la montaña (1942) de Manolo Cuadra, la novela regional Juan de Pedro Cabrera y el estudio de sociología literaria Neurosis en la literatura centroamericana del guatemalteco Ramiro de Córdoba (1892-1964)- pseudónimo de Gustavo Martínez Nolasco- otro de los escritores allegados a Nuevos Horizontes. 
Dicha labor fue proseguida con títulos fundamentales de la lectura nacional, entre ellos Ideología (1942), de Sofonías Salvatierra, Filología nicaragüense (1943) de Alfonso Valle, Cosmapa (1944) de José Román, Teatro folclórico nicaragüense (1946) de Francisco Pérez Estrada, Cuentos pinoleros (1946) de Adolfo Calero Orozco, Breve suma (1947) de Joaquín Pasos, y Antología de Poesía Nicaragüense (1948), compilada por la fundadora María Teresa Sánchez.
La editorial también se dedicó a popularizar escritos de otra índole como El problema del indio en Nicaragua (1943) de Emilio Álvarez Lejarza, "Serie Bibliográfica de la Biblioteca Americana de Nicaragua” (1944-47), una decena de publicaciones oficiales de la Secretaría de Agricultura y Trabajo, una tesis de doctorado en Leyes de la Universidad Central de Managua, homenajes necrológicos o variantes actualizadas de antiguas coronas fúnebres y El soplón (1943) de Bertolt Brecht.
Los títulos que se imprimían también incluían libros de ensayos filosóficos como Marginalia (1938) de Francisco José Cardona, tratados como el Derecho Internacional (1947) de Ildefonso Palma Martínez, publicaciones ilustradas como el Álbum de Nicaragua (1946) o la folletería de la “Federación Nacional de Scouts" y los libros de enseñanza nicaragüense titulados “Pablito”, junto al Anuario Centroamericano (1944).

## Vida personal
Su vida detrás de la faceta artística no ha sido documentada completamente por especialista.Se casó con el escritor judío-húngaro Pablo Steiner y su hijo fue dramaturgo Rolando Steiner; ambos influidos por las letras de María Teresa Sánchez.
En 1984, viaja a Venezuela y República Dominicana; luego recorrería todos los países centroamericanos en una búsqueda artística de sí misma y de promoción de la cultura nicaragüense. Falleció en 1994.
No hay datos que confirme su presencia pública y comportamiento pero, se dice que poseía una personalidad nostálgica y agónica; vestía siempre de negro y no solía sonreír demasiado. Esto, -según dicen- otorgaba una melodía triste y fúnebre en la declamación de sus poemas que se mezclaba perfectamente con los mensajes que plasmaba su obra.

## Obras[5]
- Sombras, Managua, 1939
- Oasis, Managua, Nuevos Horizonte, 1943
- Canción de los caminos, Managua, 1949
- El hombre feliz y otros cuentos, Managua, 1957
- Canto amargo, Managua, 1958
- Poemas de la tarde, Managua, 1963
- Poemas agradeciendo a Dios, Managua, 1964
- El poeta pregunta por Stella, Managua, 1967
- Huésped del Olvido, publicado póstumamente por el Centro Nicaragüense de Escritores en 2001.[1]